# Batarcs
Batarcs (románul Bătarci) település Romániában, Szatmár megyében.

## Fekvése
Szatmár megyében, Szatmárnémetitől északkeletre, Turctól északnyugatra, Ugocsakomlós és Tamásváralja közt fekvő település.

## Nevének eredete
A település nevét a rajta átfolyó Batarcs-patakról vette.

## Története
Batarcs nevét az oklevelek 1378-ban, majd 1405-ben p. valachalis Batharch néven említették először.
1454-ben Batarch, Batarcz, 1808-ban Batárcs, Batárca néven írták.
A falu egykor a Nyalábi uradalom-hoz tartozott.
Az 1800-as évek közepén a báró Berényi család birtokai közé tartozott.
Fényes Elek az 1800-as évek vége felé írta a községről: "Batarcs oláh falu, Ugotsa Vármegyében, egy nyílt völgyben. 386 görögkatolikus, 18 zsidó lakossal, görögkatolikus anyatemplommal. Földje, s rétje termékeny, erdeje van. A nyalábi uradalomhoz tartozik. Utolsó postája Halmi".
1910-ben 1612 lakosából 116 magyar, 304 német, 1163 román volt. Ebből 158 római katolikus, 1219 görögkatolikus, 200 izraelita volt.
A trianoni békeszerződés előtt Ugocsa vármegye Tiszántúli járásához tartozott.

## Nevezetességek
- Görögkatolikus temploma.